# John Meehan (Szenenbildner)
John Francis „Frenchy“ Meehan (* 13. Juni 1902 in Tehachapi, Kalifornien; † 15. Mai 1963) war ein US-amerikanischer Architekt, Artdirector und Szenenbildner, der dreimal einen Oscar für das beste Szenenbild gewann.

## Leben
Meehan studierte nach dem Schulbesuch Architektur an der University of Southern California und wurde danach 1935 Mitarbeiter der Paramount Pictures, ehe er zwischen 1951 und 1953 für Columbia Pictures arbeitete. Nachdem er 1941 erstmals bei I Wanted Wings an der Herstellung eines Films mitarbeitete, wirkte er bis 1962 in der Filmwirtschaft Hollywoods an der szenischen Ausstattung von knapp fünfzig Filmen und Fernsehserien mit.
Bei der Oscarverleihung 1950 gewann er erstmals einen Oscar für das beste Szenenbild und zwar zusammen mit Harry Horner und Emile Kuri für den Schwarzweißfilm Die Erbin (1949) von William Wyler mit Olivia de Havilland, Montgomery Clift und Ralph Richardson in den Hauptrollen. Im Jahr darauf erhielt er bei der Oscarverleihung 1951 zusammen mit Hans Dreier, Sam Comer und Ray Moyer seinen zweiten Oscar für das beste Szenenbild in Boulevard der Dämmerung (1950), einem von Billy Wilder inszenierten Filmdrama mit Gloria Swanson, William Holden und Erich von Stroheim. Seinen dritten und letzten Oscar bekam er abermals mit Kuri 1955 für den Farbfilm 20.000 Meilen unter dem Meer (1954), den Richard Fleischer nach dem gleichnamigen Roman von Jules Verne mit Kirk Douglas, James Mason und Paul Lukas drehte.
Ab Mitte der 1950er Jahre arbeitete Meehan zunehmend fürs Fernsehen und erhielt 1957 zusammen mit John Robert Lloyd, John J. Lloyd, Martin Obzina und George Patrick eine Emmy-Nominierung für die beste Artdirection für die von der CBS produzierte Fernsehserie General Electric Theater (1953).
Für seine Verdienste in der Filmindustrie wurde er außerdem 2008 posthum in die Hall of Fame der Art Director’s Guild aufgenommen.

## Filmografie (Auswahl)
- 1941: I Wanted Wings
- 1945: Bring on the Girls
- 1946: In Ketten um Kap Horn (Two Years Before the Mast)
- 1946: Der Mann aus Virginia (The Virginian)
- 1947: Goldene Ohrringe (Golden Earrings)
- 1947: Die widerspenstige Gattin (Suddenly It’s Spring)
- 1950: Boulevard der Dämmerung (Sunset Boulevard)
- 1952: Happy-End … und was kommt dann? (The Marrying Kind)
- 1952: Budapest antwortet nicht (Assignment – Paris!)
- 1954: Die unglaubliche Geschichte der Gladys Glover (It Should Happen to You)
- 1955: Cult of the Cobra
- 1957: The Jack Benny Program (Fernsehserie)
- 1957: Erwachsen müßte man sein (Leave It to Beaver; Sitcom)
- 1962: Frontier Circus (Fernsehserie)

## Auszeichnungen
- 1950: Oscar für das beste Szenenbild in einem Schwarzweißfilm
- 1951: Oscar für das beste Szenenbild in einem Schwarzweißfilm
- 1955: Oscar für das beste Szenenbild in einem Farbfilm